# Аксиома объёмности
Аксиомой объёмности называется следующее высказывание теории множеств:
{\displaystyle \forall a_{1}\forall a_{2}\ (\forall b\ (b\in a_{1}\leftrightarrow b\in a_{2})\to a_{1}=a_{2})}
Если переписать аксиому объёмности в виде
{\displaystyle \forall a_{1}\forall a_{2}\ (\forall b\ (b\in a_{1}\to b\in a_{2})\ \land \ \forall b\ (b\in a_{2}\to b\in a_{1})\to a_{1}=a_{2})},
тогда названную аксиому можно сформулировать следующим образом:
«Каковы бы ни были два множества, если каждый элемент 1-го множества принадлежит 2-му множеству, а каждый элемент 2-го множества принадлежит 1-му множеству, тогда первое множество идентично второму множеству.»

## Другие формулировки аксиомы объёмности
{\displaystyle \forall a_{1}\forall a_{2}\ (a_{1}\subseteq a_{2}\ \land \ a_{2}\subseteq a_{1}\to a_{1}=a_{2})}
{\displaystyle \forall a_{1}\forall a_{2}\ (a_{1}\neq a_{2}\to \exists b\ (b\in a_{1}\ \veebar \ b\in a_{2})\ )}